# Somateria
Somateria là một chi chim trong họ Vịt.